# Hoplophoninae
Sous-famille
Les Hoplophoninae (Hoplophoninés) sont une sous-famille éteinte de nimravidés (« faux tigres à dents de sabre ») ayant vécu en Eurasie et en Amérique du Nord, de la fin de l'Éocène jusqu'au début de l'Oligocène,,.

## Liste de genres
- genre Eusmilus Gervais, 1876
- genre Hoplophoneus Cope, 1874 †
- genre Nanosmilus' Martin, 1992 †